# Навчально-методичний посібник
Навчально-методичний посібник — навчальне видання з методики викладання навчальної дисципліни (її розділу, частини) або з методики виховання. Навчально-методичні посібники зазвичай призначені для вчителів і викладачів, і містять методику викладання та подання певного предмета, рекомендації щодо організації самостійної роботи студентів та учнів .

## Різновиди навчально-методичного посібника
Різновидом навчально-методичного посібника є методичні рекомендації та вказівки, які допомагають краще орієнтуватися в певній дисципліні, роз'яснюють методику навчальної роботи, містять поради щодо виконання різноманітних завдань. Методичні рекомендації адресовані вчителям і викладачам, містять інформацію про особливості викладання та ведення роботи з учнями чи студентами, а методичні вказівки — студентам та учням допомагають в організації самостійної роботи та сприяють кращому засвоєнню матеріалу (напр.: до виконання лабораторних робіт (практикумів), курсових проєктів (робіт), до кваліфікаційної (дипломної) роботи, до проведення практики тощо). Такі посібники повинні мати високий науково-методичний рівень, містити посилання на велику кількість джерел .

## Типи навчально-методичних посібників
Олександр Жосан виокремлює такі типи навчально-методичних посібників :
- посібники із загальних питань методики викладання певного предмета (кількох предметів, освітньої галузі, різних освітніх галузей тощо);
- посібники з різних аспектів викладання певного предмета;
- посібники, присвячені окремим формам і методам викладання різних дисциплін;
- посібники з методики позакласної та позашкільної навчально-виховної роботи